# Operation Mountain Fury
Operation Mountain Fury war eine NATO-geführte Operation, die im Anschluss an Operation Medusa die Taliban aus den östlichen Provinzen Afghanistans vertreiben sollte. Weiterhin sollten Wiederaufbauprojekte in der Region ermöglicht werden, wie beispielsweise der Bau von Schulen, Krankenhäusern und Gerichten. Die Operation startete am 16. September 2006.
Im Verlaufe der Operation erlitten die Taliban schwere Verluste in direkten Kämpfen mit den Koalitionsstreitkräften. Nach Aussagen von NATO-Kommandeurs James L. Jones und des kanadischen Verteidigungsministers Gordon O’Connor werden sich die Taliban in Zukunft vermutlich mehr auf den Einsatz von Sprengfallen und Hinterhalten konzentrieren. Jones verband auch die steigende Opium-Produktion in der Region mit den Aufständischen.

## Die Kanadier setzen ihre Angriffe in Panjwaii fort
Unmittelbar nach dem Ende der Hauptkampfhandlungen im Rahmen der Operation Medusa begannen die Kanadier ihre Bemühungen zum Wiederaufbau. Unter anderem sollte eine Verbindungsstraße, Codename "Summit" zwischen Panjwaii und entlegenen Gebieten, unter anderem Kandahar, errichtet werden. Die Taliban attackierten die Koalitionsstreitkräfte sowohl in Panjwaii als auch in Kandahar. Sprengfallen und Selbstmordanschläge töteten mehrere kanadische und amerikanische Soldaten. Die kanadische Beteiligung an Operation Mountain Fury begann mit einer eigenen Operation namens Operation Falcon’s Summit am 15. Dezember 2006. Im Laufe der Operation konnten die kanadischen Streitkräfte mehrere Gegenden, die zuvor Rückzugsgebiete der Taliban gewesen waren, unter ihre Kontrolle bringen. Während der ersten Woche des Einsatzes führten die Kanadier erfolgreich mehrere schwere Angriffe mit Artillerie und Panzern durch, um Taliban-Stellungen zu zerstören.

## Amerikanische Offensive
Währenddessen begannen die amerikanischen Truppen ihren Einsatz gegen Taliban-Truppen, die sich im Grenzgebiet zu Pakistan verschanzt hatten. Schauplätze waren die Regionen Paktika, Khost, Ghazni, Paktia, Logar und Nuristan. Die Operation wurde durch die 10th Mountain Division angeführt. In diesen Gebieten, die zuvor fest in der Hand der Taliban gewesen waren, konnten mehrere kleinere Außenposten etabliert werden. Diese Außenposten sowie amerikanische Patrouillen gerieten fast täglich unter den heftigen Beschuss der Taliban. Infolgedessen erlitten die Amerikaner innerhalb von nur zweieinhalb Monaten etwa 150 Verluste (Tote und Verwundete).

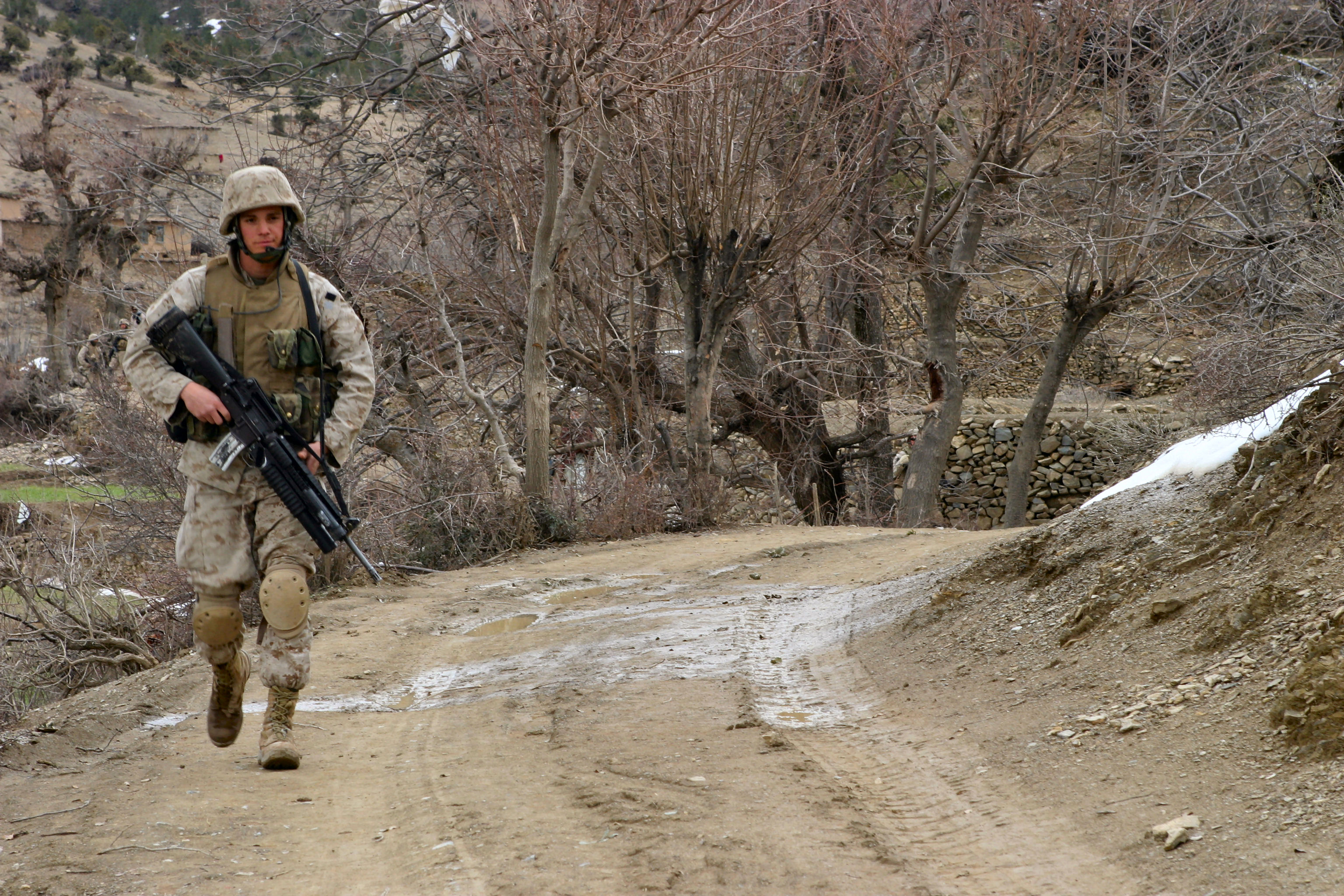
Ein US-Soldat auf Patrouille

## Britischer Angriff wird abgewiesen
Am 5. Dezember 2006 attackierten britische Einheiten in Südafghanistan ein von den Taliban kontrolliertes Tal in der Nähe von Gamsir. Nach einem Gegenangriff, der auch durch Artilleriefeuer und Luftangriffe nicht gestoppt werden konnte, mussten sich die britischen Truppen jedoch wieder zurückziehen. Im Morgengrauen betraten die britischen Truppen das Tal, das eines der Hauptanbaugebiete für Opium gilt. Die Truppen trafen zu Beginn nur auf leichten Widerstand. Wenig später begannen die Taliban jedoch einen gut organisierten Gegenangriff, der durch schwere Waffen unterstützt wurde. Ziel der Taliban war es anscheinend, die britischen Truppen zu flankieren. Mithilfe eines stark ausgebauten Grabensystems und versteckten Stellungen konnten die Taliban ihren Angriff vorantreiben. Die Briten riefen Kampfhubschrauber und Bomber zur Unterstützung, konnten den Gegenangriff jedoch nicht aufhalten. Sie mussten sich nach 10 Stunden schwerer Gefechte schließlich zurückziehen. Die Schlacht war die jüngste in einer ganzen Serie von Kämpfen zwischen den Taliban und den britischen Truppen an der Nordseite des Tals. Obwohl die Briten sich schlussendlich zurückziehen mussten, wurde der Angriff dennoch als Erfolg gewertet, da mehrere strategisch wichtige Positionen gesichert werden konnten. Ohne weitere Unterstützung durch afghanische Truppen wäre es jedoch schwierig gewesen, weiter vorzurücken.

## Tod von Mullah Osmani
Am 19. Dezember 2006 wurden Mullah Osmani und zwei weitere Personen in der Provinz Helmand in ihrem Auto durch einen NATO-Luftangriff getötet. Mullah Osmani war der Anführer der Taliban-Truppen in ganz Südafghanistan.

## Erneuter britischer Angriff
Am Neujahrstag 2007 wurde eine weitere Operation durch die britischen Truppen gestartet. Operation Clay wurde von britischen Kommandoeinheiten durchgeführt, die insgesamt vier Tage in schwere Kämpfe mit den Taliban verwickelt waren. Im Norden von Helmand unterstützten 110 Royal Marines den Einsatz. Während der Operation konnte unter anderem ein Trainingslager der Taliban zerstört werden. Die Taliban verloren dutzende Kämpfer.
Vom 13. bis zum 15. Januar 2006 attackierten die Royal Marines im Süden von Helmand außerdem noch ein wichtiges Lager der Taliban. Hierbei wurden ein britischer Marine und etwa 30 Taliban getötet.